# Digital Underground
Digital Underground — американская рэп-группа из Окленда, Калифорния. Лидер группы — Грег Якобс (англ. Greg 'Shock G' Jacobs), известный также под псевдонимом «Humpty Hump». Группа появилась в 1987 году. Известность группе принёс первый альбом Sex Packets, выпущенный в 1990 году. Их музыка использовалось в фильме «Одни неприятности».

## Дискография

### Альбомы
- 1990 Sex Packets (Tommy Boy)
- 1991 This Is An EP Release (Tommy Boy)
- 1991 Sons Of The P (Tommy Boy)
- 1993 The «Body-Hat» Syndrome (Tommy Boy)
- 1996 Future Rhythm (Avex Critique/Radikal Records)
- 1998 Who Got The Gravy? (Jake Records)
- 1999 The Lost Files (Lil Butta)
- 2008 ..Cuz A D.U. Party Don’t Stop! (Jake Records)

### Саундтреки
- Одни неприятности (1991)
- Не грози южному централу, попивая сок у себя в квартале (1996)
- Тупак: Воскрешение (2003)
- Шаг вперёд 2

### Сборники
- Oakland Soul: The Bay Area Soundtrack (1997)
- 2001 No Nose Job: The Legend Of Digital Underground (Tommy Boy)
- Outrageous Rap (2002)
- Playwutchyalike: The Best of Digital Underground (2003)
- Rhino Hi-Five: Digital Underground (2005)
- Songs You Know: Ol' Skool Hip Hop (2007)
- Westside Bugg Presents... The Best of The West (2008)

### Видео
- «Doowutchyalike» (1989)
- «The Humpty Dance» (1990)
- «Doowutchyalike» (video remix) (1990)
- «Same Song» (1991)
- «Kiss You Back» (1991)
- «No Nose Job» (1992)
- «Return of the Crazy One» (1993)
- «Wussup Wit the Luv» (1994)
- «Oregano Fl@w» (1996)
- «Walk Real Kool» (1996)
- «Wind Me Up» (1998)

### DVD
- Digital Underground: Raw and Uncut (2004)
- Thug Angel: The Life of an Outlaw (2000)
- Tupac: Resurrection (2003)
- One Nation Under a Groove (2005)